# Jerónimo Maria de Lacerda
Jerónimo Maria de Lacerda (Coimbra, Portugal, 14 oktober 1889 - Lissabon, Portugal, 17 september 1945)  was een Portugese arts, bekend als stichter van een sanatorium in Portugal in 1921 op de zuidelijke helling van de berg Caramulo.

## Jeugd
Lacerda werd in 1889 geboren in Coimbra, zoon van Abel Maria de Lacerda en Rosa Maria Pacheco. Abel de Lacerda was arts in Tondela.
Jerónimo Lacerda studeerde aan de Universiteit van Coimbra, waar hij in 1915 afstudeerde in de geneeskunde en de Filosofie. Een jaar later promoveert hij aan dezelfde universiteit.
In 1917-1918 maakte hij deel uit van het Portugese Expeditiekorps als luitenant-arts van de militie. Hij was aanwezig bij de Leieslag in Vlaanderen. Terug in Portugal wijdde hij zich aan de behandeling van tuberculose. In 1919 trouwde hij met Margarida Castro Alves.   

## Loopbaan
In 1920 werd de Vereniging Caramulo (portugees: Sociedade de Caramulo) opgericht. Het doel van de vereniging was het bouwen en beheren van een hotel voor het herstel van tuberculosepatiënten op de helling van de Caramulo berg. De zuivere lucht op de berg zou een helende werking hebben voor tuberculosepatiënten, vergelijkbaar met het doel van het Nederlandsch Sanatorium in Davos (Zwitserland). De naam 'hotel' werd gekozen om het stigmatiserende woord sanatorium te vermijden. Lacerda was de initiatiefnemer. Het  Grande Hotel opende haar deuren voor de eerste patiënten op 8 juni 1922. In de loop van de volgende jaren breidde het hotel zich gestaag uit. De naam veranderde in 1933 tot Het Grote Caramulo Sanatorium (portugees: Grande Sanatório do Caramulo). In 1938 bestond het sanatorium uit 20 gebouwen met in totaal 1100 bedden. Lacerda werkte er als directeur. Rond het sanatorium ontstond het dorp Caramulo.  
In de jaren dertig krijgt Lacerda een vriendschappelijke relatie met de toenmalige minister-president, António de Oliveira Salazar. Tijdens de Tweede Wereldoorlog, als er voedselschaarste in heel Portugal heerst, helpt zijn relatie met Salazar bij het bevoorraden van het sanatorium.
Hij overleed in Lissabon in 1945 ten gevolge van een infarct.
Met het verbeteren van de mogelijkheden voor behandeling van tuberculose werd het sanatorium geleidelijk minder gebruikt. Het laatste gebouw werd gesloten als therapeutische instelling in 1986.

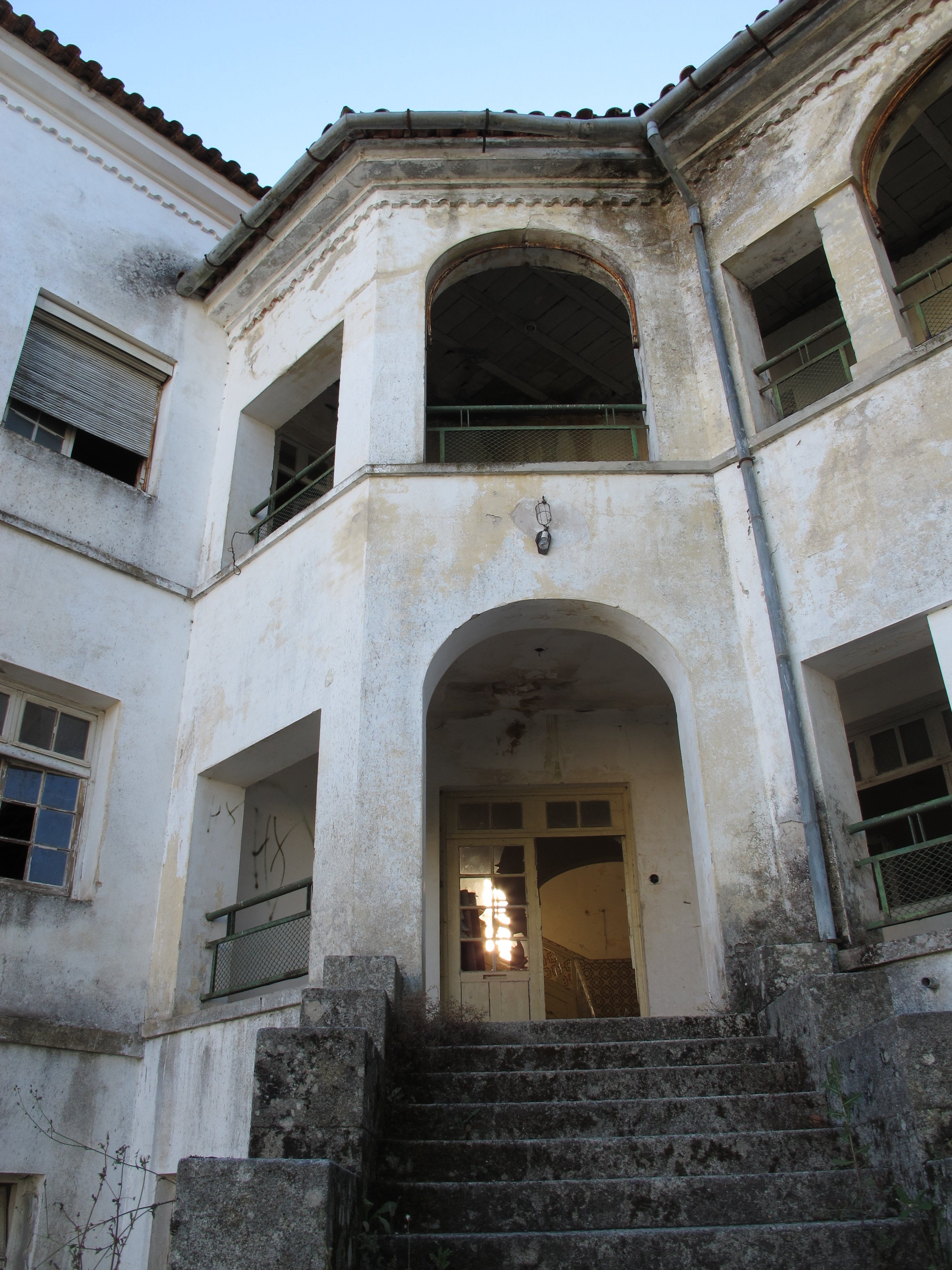
Ruïne van het Caramulo sanatorium
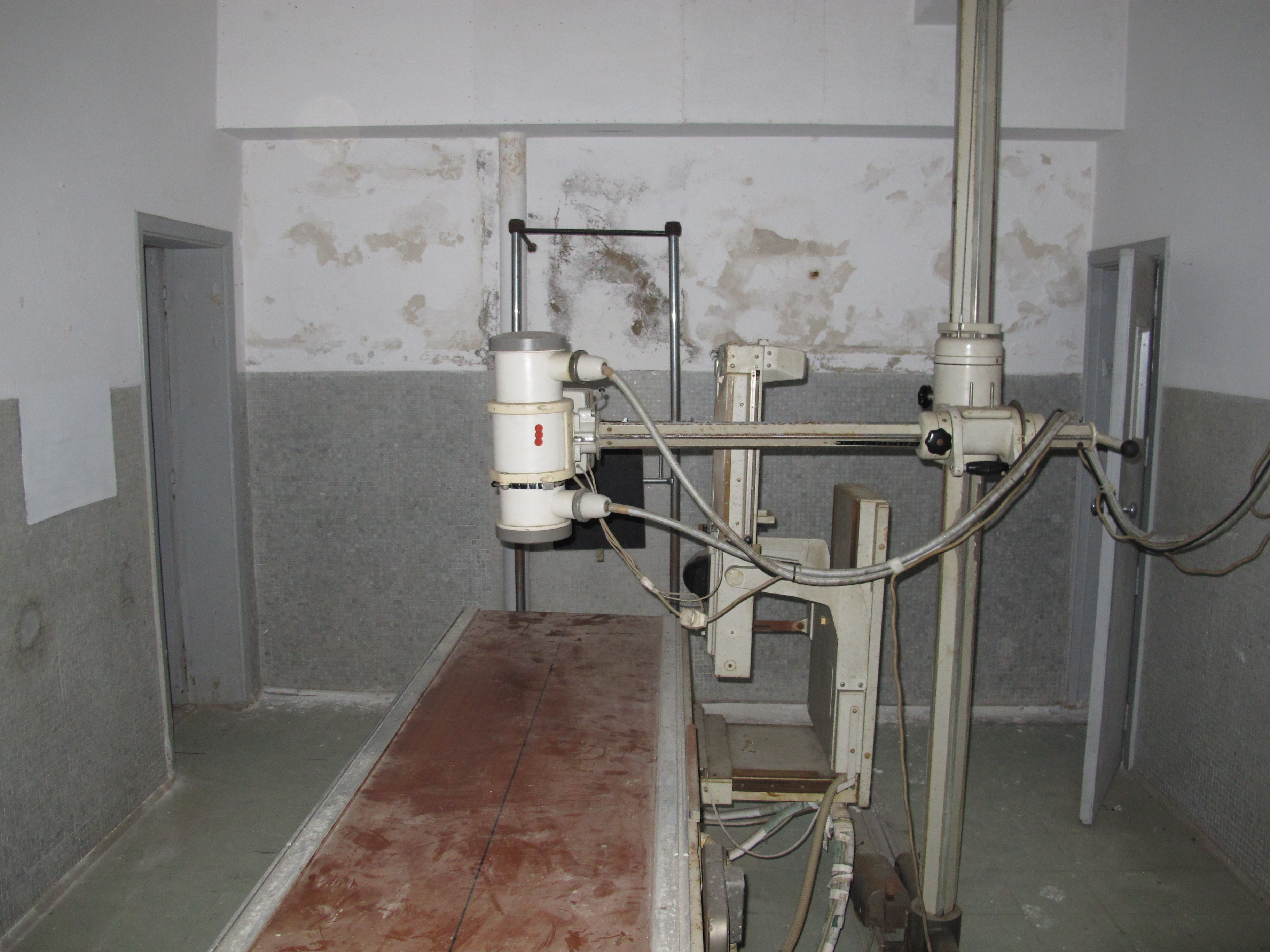
Achtergelaten röntgenapparaat in het Caramulo sanatorium
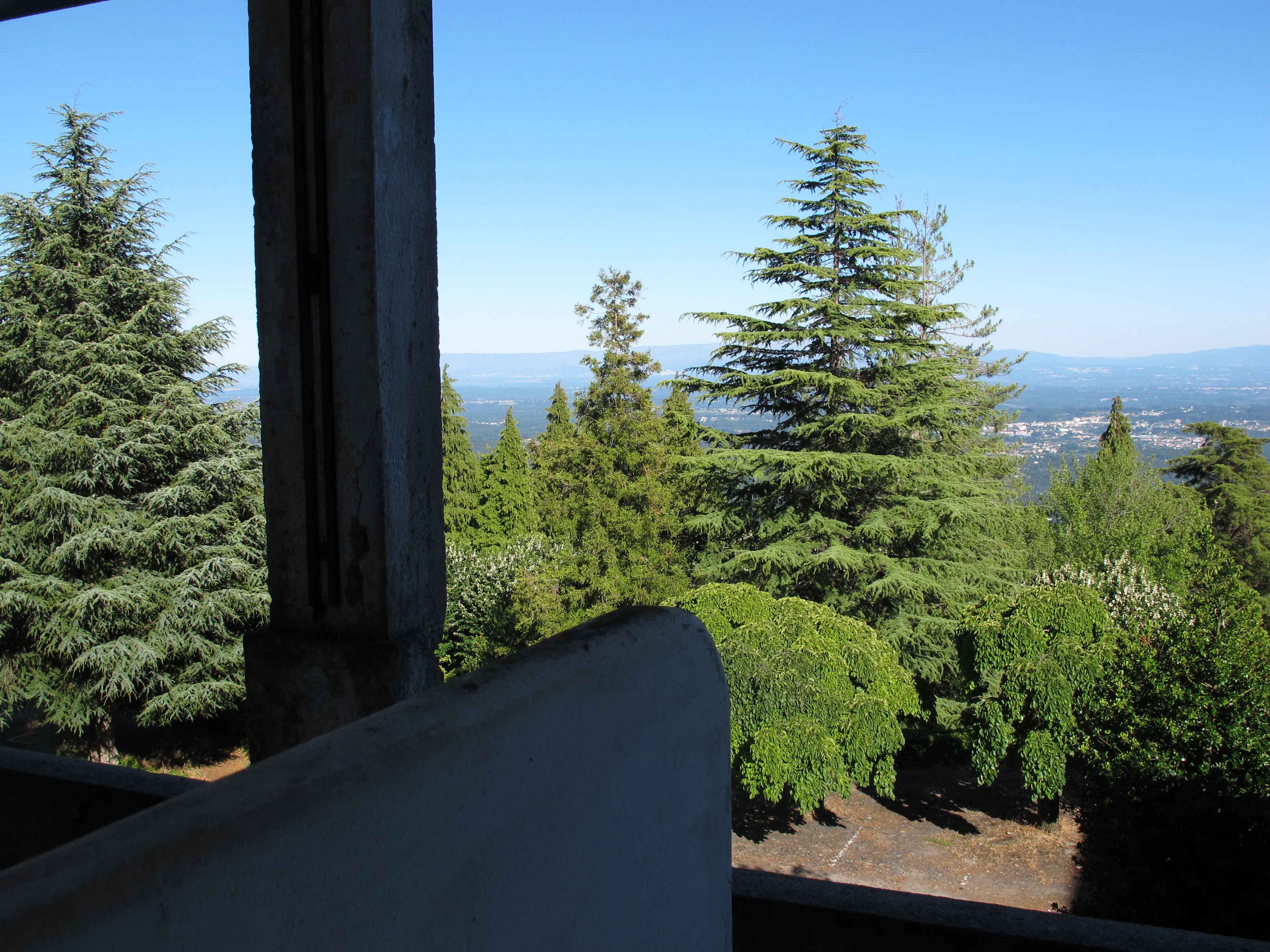
Uitzicht vanuit het Caramulo sanatorium

## Trivia
Lacerda's zoons, Abel en João Lacerda, namen het initiatief tot het bouwen van een kunstmuseum (geopend in 1953) en een museum van klassieke auto's en motoren (geopend in 1959) in het dorp Caramulo.

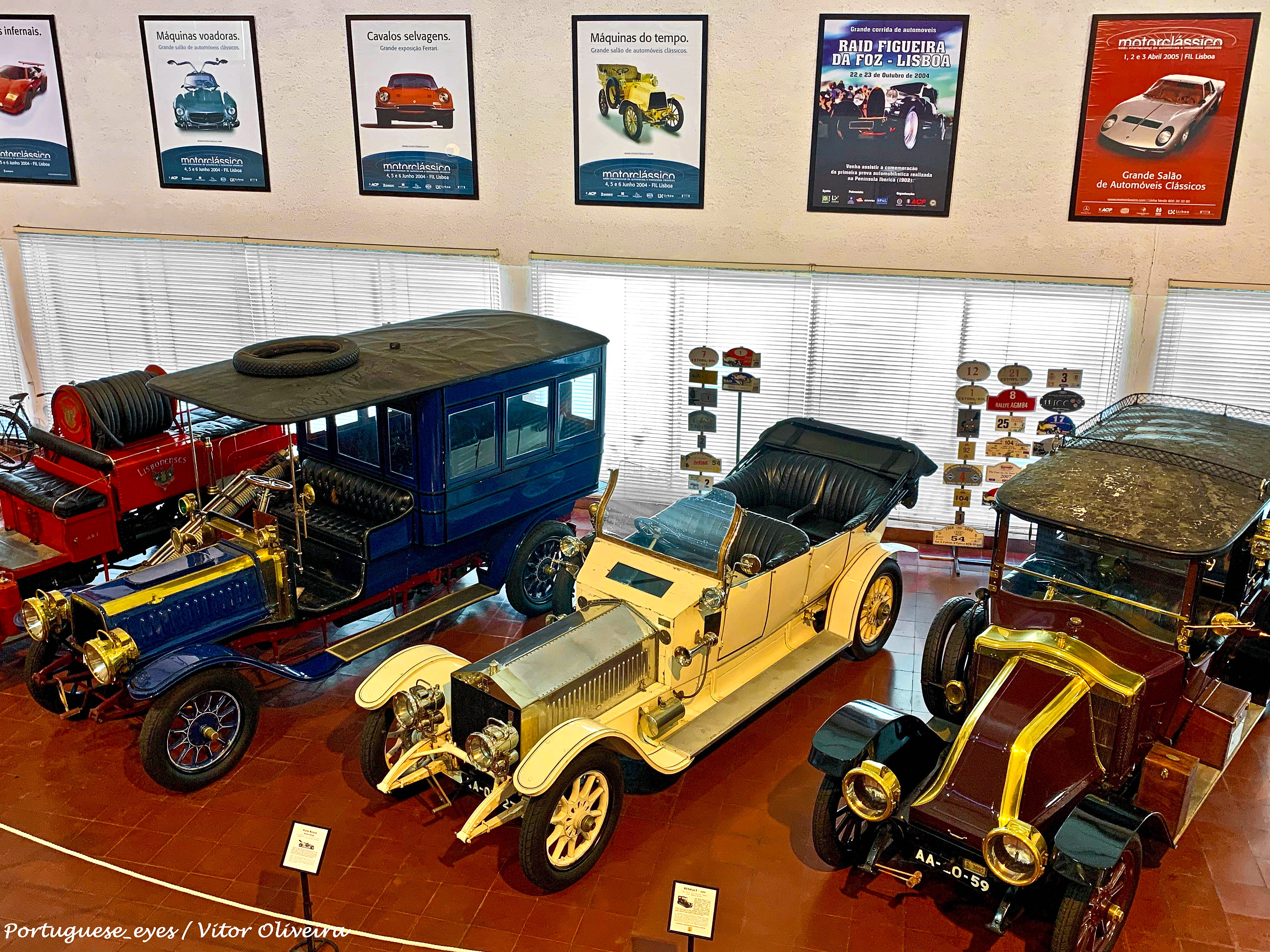
Automuseum, Caramulo